# 아, 대한민국
《아, 대한민국…》은 정태춘의 정규 다섯번째 음반이며, 박은옥과 함께 발매했던 음반을 포함하면 일곱번째 음반이다.

## 수록곡
전체 작사·작곡: 정태춘
| #   | 제목               | 재생 시간 |
| --- | ------------------ | --------- |
| 1.  | 아, 대한민국…      | 5:24      |
| 2.  | 떠나는 자들의 서울 | 5:00      |
| 3.  | 우리들의 죽음      | 7:11      |
| 4.  | 일어나라, 열사여   | 5:36      |
| 5.  | 황토강으로         | 5:34      |
| 6.  | 한여름밤           | 5:09      |
| 7.  | 인사동             | 2:30      |
| 8.  | 버섯구름의 노래    | 6:51      |
| 9.  | 형제에게           | 3:25      |
| 10. | 그대, 행복한가     | 4:50      |
| 11. | 우리들 세상        | 5:38      |

## 만든 사람들
- 작사,작곡.편곡 : 정태춘
- 코러스 편곡 : 이은진
- 풍물 : 극단 현장, 풍물패 "만판", 권재은
- 노래, 반주 : 정태춘과 예울림 노래꾼들 그리고 여러 반주패 동지들
- 진행 : 김영준
- 녹음 : 정도원, 박주익
- 사진 : 김승근
- 기획, 제작 : 삶의 문화